# Sam Graves
Samuel Bruce Graves, Jr. dit Sam Graves, né le 7 novembre 1963 à Tarkio (Missouri), est un homme politique américain, élu républicain du Missouri à la Chambre des représentants des États-Unis depuis 2001.

## Biographie
Sam Graves est originaire du comté d'Atchison dans le Missouri. Il est diplômé de l'université du Missouri-Columbia en 1986. Il est élu à la Chambre des représentants du Missouri en 1992, puis au Sénat de l'État à partir de 1990.
Lors des élections de 2000, il est élu à la Chambre des représentants des États-Unis dans le 6e district du Missouri. Il succède au démocrate Pat Danner en battant son fils Steve (50,9 % des voix contre 46,8 %). Il est depuis réélu tous les deux ans avec plus de 59 % des suffrages.
Durant les 112e et 113e congrès, il préside la commission sur les petites entreprises de la Chambre des représentants.
Après sa réélection pour un dixième mandat en novembre 2018 contre le démocrate Henry Martin, il devient le leader des républicains au sein de la commission du transport et des infrastructures de la Chambre des représentants.
Candidat à sa réélection en 2020, il gagne largement la primaire républicaine du 4 août, avant de remporter un onzième mandat lors de l'élection générale du 3 novembre contre la démocrate Gena Ross.
Après sa réélection lors des élections de 2022 où les républicains reprennent la majorité à la Chambre, il préside la commission du transport et des infrastructures lors du 118e congrès.
Après sa réélection pour un treizième mandat lors des élections de 2024, il sollicite une exemption à la règle interne du groupe républicain, limitant le nombre de mandats consécutifs dans une position de leadership, afin de conserver son poste à la tête de la commission des Transports et des Infrastructures. Il obtient cette dérogation et un second mandat à la tête de la commission. Dans la même période, il est également mentionné comme un potentiel secrétaire aux Transports dans la seconde administration de Donald Trump, mais ce dernier lui préfère finalement l'ancien représentant Sean Duffy,.